# Vladimir Bubanja
Vladimir Bubanja (Kirin Serbia: Владимир Бубања; sinh ngày 2 tháng 8 năm 1989) là một hậu vệ bóng đá người Serbia, who last thi đấu cho Zemun.